# Howz

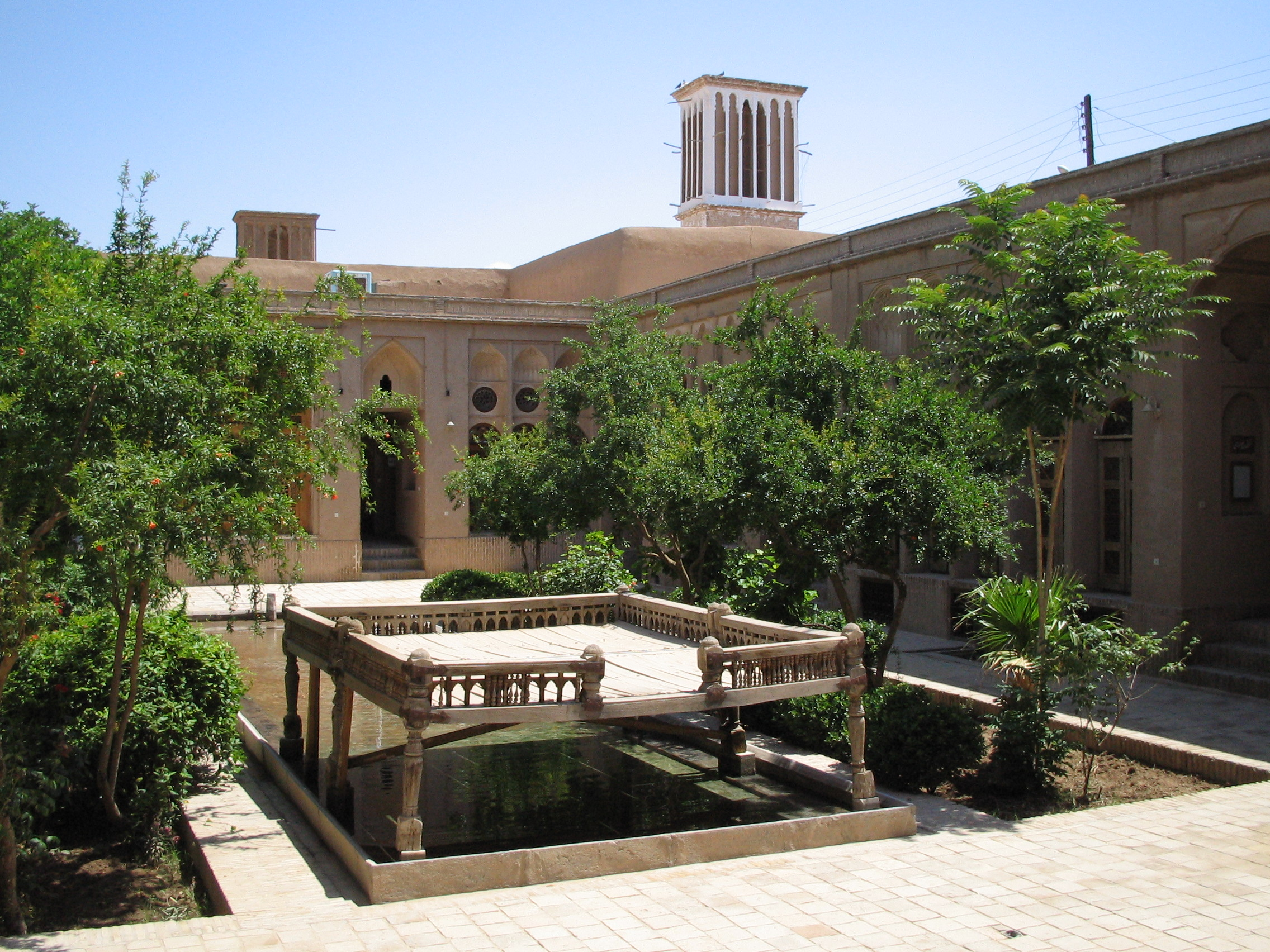
Burgerhuis met een howz in Yazd

Een howz is een centraal gelegen symmetrisch waterbassin in een tuin of binnenplaats. De howz is kenmerkend voor de traditionele Perzische architectuur.
Op de binnenplaats (sahn) van een moskee dient een howz voor rituele wassingen (woedoe). Bij het huis heeft het meer een esthetische functie en wordt gebruikt voor luchtkoeling. De howz vormt een belangrijk onderdeel van de Perzische tuin.